# Cupania belizensis
Cupania belizensis là một loài thực vật có hoa trong họ Bồ hòn. Loài này được Standl. mô tả khoa học đầu tiên năm 1928.